# Tominec (rodbina)
Tominec, priimek znane slovenske rodbine iz Ljubljane, iz katere je izšlo več znanih mož.
Janez (Ivan) Tominec, železniški uradnik v Ljubljani (1863—1926), in Marija roj. Stegnar iz Podbrezij (Srednja vas 2, Pri Kovaču, 1868—1946), poročena leta 1891, sta imela devet otrok, vseh devet sinov.
- Janez Tominec (p. Angelik Tominec) (1892—1961), frančiškan, teolog in sociolog
- Ciril Metod Tominec (1893—94)
- Stanislav Tominec (1894—1991), preporodovec, dobrovoljec (1912-18) in Maistrov borec; alpinist - skalaš
- Milan Tominec (1896—1954)
- Ciril Metod Tominec (1897—1965), mornariški polkovnik
- Leon Oskar Tominec (p. Roman) (1900—1991), frančiškan, duhovnik, umetnostni zgodovinar in publicist
- Vladimir Tominec (1902—1945)
- Franjo Tominec (1905—1982), prevajalec, direktor kliničnih bolnišnic v Ljubljani
- Oskar Tominec (1907—1968)